# Tiszatenyő
Tiszatenyő là một thị trấn thuộc hạt Jász-Nagykun-Szolnok, Hungary. Thị trấn này có diện tích 23,55 km², dân số năm 2010 là 1667 người, mật độ 71 người/km².